# Tennisclub Orange-Weiß Friedrichshagen
Der Tennisclub „Orange-Weiß“ Friedrichshagen e.V. in Berlin-Friedrichshagen ist der größte Tennisclub im Osten Berlins.

## Vereinsgeschichte
Gegründet wurde der Tennisclub im Jahre 1908 in der Friedrichshagener Villensiedlung Hirschgarten. Im Jahr 1913 wurden im 1880 entstandenen Kurpark in Friedrichshagen die ersten drei Tennisplätze errichtet. Später folgten der Bau eines Vereinshauses und weiterer fünf Tennisplätze.
Die Anlage in Hirschgarten wurde im Zweiten Weltkrieg völlig zerstört. Der Kurpark mit seinen Tennisplätzen hingegen überstand den Zweiten Weltkrieg ohne große Verwüstungen, und so konnte nach einigen Instandsetzungsmaßnahmen bereits im September 1946 das erste Berliner Tennisturnier, das „Turnier des Ostens“, stattfinden. Der Titel nahm auf die geografische Lage der Region innerhalb Berlins Bezug. 1948 erfolgte ein Erlass zum Umbau des in den 1930er Jahren im Kurpark errichteten Naturtheaters zu einem Tennisstadion, genannt „Frista“ (Friedrichshagener Stadion). Mitte der 50er Jahre wurde der Name des Turniers in „Internationales Turnier“ geändert. Nunmehr trat in Friedrichshagen die Elite der Tennisspieler aus dem Ostblock an. Das Turnier etablierte sich zu einem festen Ereignis innerhalb des Sportgeschehens in der damaligen DDR. Zusätzlich zu diesem jährlichen Sportevent wurden DDR-Meisterschaften ausgetragen.
Nach der Öffnung der innerdeutschen Grenze wurde das Turnier in Friedrichshagen eingestellt, da es für viele Spieler wegen der Möglichkeit, nun um hohe Preisgelder im Westen antreten zu können, nicht mehr attraktiv war. Es mangelte an finanzieller Unterstützung, da es zunächst keine Sponsoren gab, was sich in der Folge jedoch änderte. Vom 5. bis 7. August 2000 fand einmalig ein ATP-Turnier mit der Bezeichnung „Berlin Open“ statt. Es handelte sich hierbei um ein „Future“. Jeweils 32 Teilnehmer im Einzel und Doppel kämpften um insgesamt 15.000 US-Dollar Preisgeld. In den kommenden Jahren knüpfte man an die alte Tradition wieder an. So findet inzwischen wieder jährlich Ende Juli ein nationales Turnier mit DTB-Ranglistenwertung statt, die „Friedrichshagen Open“ in Berlin.

## Gegenwärtige Situation
Am 24. Juni 2008 feierte der Tennisclub sein einhundertjähriges Bestehen. Ebenfalls im Jahr 2008 fand erstmals im Friedrichshagener Club ein nationales Jugendturnier statt, an dem über einhundert Spieler aus ganz Deutschland teilnahmen. Dieses Jugendturnier des Vereins soll in Zukunft ebenfalls jährlich ausgetragen werden. Im Oktober 2008 trat Günther Bosch, der Trainer, der Boris Becker zum Wimbledon-Sieger machte, seine Tätigkeit als Trainer und Coach im Tennisclub Orange-Weiß Friedrichshagen an. Derzeit trainiert er zwei Junioren und die 1. Herrenmannschaft des Clubs.

## Namhafte Spieler des Vereins
- Helga Magdeburg (später Taterczynski) – mehrfache DDR-Meisterin
- Jürgen Taterczynski – DDR-Meister Doppel
- Bernd Heinen – Berliner Meister
- Ullrich Trettin – mehrfacher DDR-Meister
- Christine Schulz (später Marquardt) – DDR-Meisterin
- Eva Roczavölyi (später Radnai) – Fed-Cup-Spielerin, Vize-Weltmeisterin Damen 40
- Juri Schtschukin – Davis-Cup-Spieler
- Elisa Peth – Bundesliga-Spielerin & 2-fache Berliner Meisterin (TC Rot-Weiss Wahlstedt)